# Paul Wyvekens
Paul-Albert Wyvekens  (Nijvel, 1788 - 6 maart 1845), was lid van het Belgisch Nationaal Congres.

## Levensloop
Wyvekens verdedigde op 15 juli 1812 zijn thesis voor het bekomen van het licentiaat in de rechten in de École de Droit van de Université impériale in Brussel. Hij werd daarop advocaat in zijn geboortestad.
In 1830 werd hij door de kiezers van het arrondissement Nijvel naar het Nationaal Congres gestuurd. Hij kwam tweemaal tussen in de besprekingen. Hij was niet aanwezig toen het decreet over de Onafhankelijkheid van België werd goedgekeurd, maar stemde voor de eeuwigdurende uitsluiting van de Nassaus. Toen de eerste stemming over een staatshoofd moest plaatshebben gaf hij een korte stemmotivatie betreffende de stem die hij voor de hertog van Leuchtenberg zou uitbrengen. Maar toen er op 3 februari moest worden gestemd, was hij niet aanwezig.
Op 7 februari 1831 nam hij ontslag uit het Congres, nadat hij arrondissementscommissaris voor Nijvel was benoemd. Hij werd ook provincieraadslid voor Brabant.